# محمد سلطان كلانتر

محمد سلطان مصطفى كلانتر هو فقيه شيعي مجدد.

## اسمه ونسبه
هو محمد سلطان مصطفى الموسوي الكلانتر. يمتد نسبه إلى الإمام موسى بن جعفر الكاظم بن جعفر بن محمد الصادق بن محمد الباقر بن علي السجاد بن الحسين الشهيد بن علي بن أبي طالب امير المؤمنين.

## ولادته
ولد يوم عيد الاضحى عام 1335هـ بمدينة النجف.

## نشأته
نشأ وترعرع في. والده سلطان كان من اسرة عريقة فيها العلماء، ووالدته ابنة محمود المرعشي من احفاد نور الله المرعشي المعبر عنه بـ (الشهيد الثالث).

## من اساتذته
- عبد الهادي الشيرازي.
- أبو القاسم الخوئي.

أبو الحسن الاصفهاني
ميزا حسن البجنوردي
ملا صدرا البادكوبي

## من مؤلفاته
- كتاب البداء عند الشيعة الإمامية.
- كتاب دراسات في أصول الفقه (4 اجزاء).
- التحقيق والتعليق على شرح اللمعة الدمشقية (10 اجزاء)، وهو أحد الكتب التي عليها مدار الدراسة في الحوزات العلمية.
- التحقيق والتعليق على كتاب المكاسب للشيخ الأنصاري (17جزء) وهو أحد الكتب التي عليها مدار الأبحاث العلمية العالية في الحوزات العلمية.
- مفتاح الفلاح في شرح دعاء الصباح.
- كتاب الإرث (مخطوط).
- كتاب الزكاة (مخطوط).
- تحقيق وتعليق كتاب جامع السعادات للمولى محمد مهدي النراقي.

## وفاته
توفي في ليلة الجمعة الليلة الأولى من شهر رمضان المبارك سنة 1420هـ، وهو متوجه إلى اداء صلاة الجماعة ودفن في المقبرة الخاصة في جامعة النجف الدينية والتي اعدها لنفسه في حياته.